# Amphiporus antifuscus
Amphiporus antifuscus är en djurart som tillhör fylumet slemmaskar, och som beskrevs av Jirô Iwata 1954. Amphiporus antifuscus ingår i släktet Amphiporus och familjen Amphiporidae. Inga underarter finns listade i Catalogue of Life.